# Смертність душі
Смертність душі — релігійне вчення, що засноване на уявленнях про те, що в тілі людини існує душа, яка опісля смерті людини помирає разом з його біологічним тілом. Таким чином, воскресіння розуміється як нове сотворіння людини цілком — як його тіла, так і його душі. Подібна інтерпретація християнського вчення про душу, яка заперечує її безсмертя, набула поширення в ХХ столітті, у першу чергу серед протестантських теологів, а також задовго до цього — в деяких філософських течіях.
До релігійних течій, що заперечують безсмерття душі відносяться Свідки Єгови, Церква адвентистів сьомого дня, Христадельфіяни та інші.